# Hong Nam-ki
Hong Nam-ki (coréen : 홍남기 ; hanja : 洪楠基), né le 29 juillet 1960, est un homme politique sud-coréen, Premier ministre par intérim d'avril à mai 2021. 
Il a été ministre de l'Économie et des Finances et vice-Premier ministre sud-coréen sous le président Moon Jae-in de 2018 à 2022,,.

## Biographie

### Formation
Hong est titulaire d'un baccalauréat en économie et d'un MBA de l'Université de Hanyang. Il est également titulaire d'une maîtrise en économie de l'Université de Salford  via un fonds du gouvernement coréen pour l'enseignement supérieur de ses employés dans les pays étrangers.

### Parcours politique
Hong est considéré comme un technocrate chevronné, travaillant principalement dans des départements liés au budget, sous des gouvernements conservateurs et libéraux depuis plus de trois décennies . Avant d'être promu deuxième ministre des Finances du président Moon, Hong a été son Premier ministre de la Coordination des politiques gouvernementales (OPC) et auparavant Vice-ministre de la présidente Park Geun-hye pour le ministère actuel des Sciences et des TIC.
Sa nomination en tant que futur ministre des Finances du président Moon a été fortement recommandée par le Premier ministre de l'époque, Lee Nak-yon, pour qui Hong a travaillé en étroite collaboration en tant que ministre de la Coordination des politiques gouvernementales . Le prédécesseur de Hong, Kim Dong-yeon, a également été à la tête de l'OPC sous l'administration précédente, avant d'être nommé Premier ministre des Finances de Moon. En décembre 2020, Hong est également l'une des quatre personnes qui continuent de servir le président Moon en tant que ministre du cabinet ou fonctionnaire du gouvernement au niveau ministériel depuis le début de la présidence de Moon en 2017 avec Kim Sang-jo, Suh Houn et Kang Kyung-wha.

### Positions politiques
À plusieurs reprises, Hong a exprimé sa désapprobation de l'adoption du revenu de base universel car « il ne fait qu'aggraver considérablement la responsabilité budgétaire sans remplacer efficacement le filet de sécurité sociale actuel et pour cette raison, il n'est adopté par aucun pays dans le monde. »
Après que le gouvernement et le parti au pouvoir dirigé par Lee ont conclu de ne pas abaisser le seuil d'imposition pour « un gros actionnaire » de 1 milliard de wons à 300 millions de wons d'actions dans une seule société , face à une forte opposition des deux côtés du partis politiques , Hong a soumis son raisonnement de démission selon lequel « quelqu'un devait assumer la responsabilité du débat qui a duré deux mois et de l'état actuel de ne pas abaisser le seuil,. » Le président Moon a immédiatement rejeté sa démission et l'a réaffirmé, citant qu'il est la bonne personne pour diriger la reprise économique de la Corée après la pandémie de Covid-19. En réponse à deux pétitions appelant à la destitution de Hong en raison de ce « problème d'actionnaires », la Maison Bleue a réitéré que Hong et le gouvernement se sont engagés dans la reprise économique ,.
En janvier 2021, Hong réitère sa position sur la responsabilité fiscale en réponse aux discussions croissantes sur l'éventuel quatrième allégement du Covid-19 et l'aide financière aux entreprises touchées par la pandémie. Bien que le ratio dette/PIB de la Corée soit relativement faible par rapport à d'autres pays développés, la dette cumulée, selon Hong, est un fardeau pour les générations futures. Il a également souligné que les dépenses du gouvernement ne sont pas une « croisière de veuve » et doivent donc être dépensées à bon escient même dans cette pandémie. De plus, dans une interview, il a exprimé sa volonté de participer activement à de telles discussions car il a le devoir solennel en tant que ministre des Finances du pays de « garder l'entrepôt (c'est-à-dire le budget du pays),,,,. Même lors de son dernier jour en tant que ministre, il a réitéré l'importance de maintenir la solidité budgétaire du pays. »